# 花のいのちを
『花のいのちを』（はなのいのちを）は、フジテレビ系『ライオン奥様劇場』枠で1965年8月23日から1965年10月1日まで放送された連続テレビ映画である。白黒作品。全30回。

## 概要
「奥様劇場」第12作。太平洋戦争を挟み、身勝手な夫や姑に仕えながら一人息子のため懸命に生きるヒロインの姿を描くメロドラマ。谷口香病気降板のため、24話から天路圭子が代役に立った。平均視聴率21.7％、最高視聴率26.1％（いずれもビデオリサーチ関東地区調べ）。

## 物語
昭和12年深川木場。米穀店大黒屋の娘増田信子に縁談が持ち上がった。相手は銘木店の長男清水幸一である。周囲の勧めに流される形で結婚した信子だったが、幸一は家業を嫌って会社勤め。しっかり者の姑君子の指導で商売を覚え始めた矢先、上海事変による株大暴落の余波で店は破産し借家暮らしを余儀なくされる。やがて信子は妊娠、長男功平を生むが、幸一は昔の女とよりを戻して家に寄り付かない。昭和19年幸一は出征、翌20年の大空襲では信子の実家が被災して親族は死亡、悲しみに追い打ちをかけるように幸一戦死の公報が届く。やがて終戦となり、幼な子と姑を抱えて苦難の生活を続ける信子の前に、幸一の親友、秋本が復員して現れた。なにくれと相談に乗ってくれる誠実な秋本に信子の心は傾いていった。

## キャスト
- 清水信子 ………… 谷口香(23話まで)

　　　　　　　　　　 天路圭子 (24話から)
- 清水幸一 ………… 沢本忠雄
- 清水君子 ………… 高橋とよ
- 清水功平 ………… 長谷川明男
- 秋本隆 …………… 宗方勝巳
- 増田兼吉 ………… 近江俊輔
- 増田つね ………… 福田妙子
- 増田礼一 ………… 福岡正剛
- 増田里子 ………… 加代キミ子
- 三沢玉枝 ………… 桜むつ子
- 大場 ……………… 明石潮
- 早川 ……………… 松山照夫
- 富永みどり ……… 斎藤チヤ子
- 昌江 ……………… 橘ますみ
- 杵屋糸路 ………… 藤代佳子
- 丸山光子 ………… 鶴島美奈
- 弘中 ……………… 入江洋佑
- ナレーター ……… 坂本和子

## スタッフ
- 原作:笠原良三
- 脚本:笠原良三、桜井康裕、加瀬高之、江戸澄人、平野浩一
- 監督:野崎正郎、的井邦雄、生駒千里
- 音楽：加藤三雄
- プロデューサー：保住一之助、四方基、桑田良太郎(松竹)、渡辺大年(フジテレビ)
- 制作：松竹・フジテレビ

## 主題歌
- 作詞：佐伯孝夫
- 作曲：加藤三雄
- 歌：松尾和子

## 参考資料
- 「花のいのちを」シナリオ決定稿
- 「テレビジョンドラマ」(放送映画出版)

| フジテレビ ライオン奥様劇場         | フジテレビ ライオン奥様劇場            | フジテレビ ライオン奥様劇場                     |
| 前番組                              | 番組名                                 | 次番組                                          |
| ----------------------------------- | -------------------------------------- | ----------------------------------------------- |
| 愛染かつら （1965.7.5 - 1965.8.20） | 花のいのちを （1965.8.23 - 1965.10.1） | 続芸者っ子・下町育ち （1965.10.4 - 1965.11.19） |